# Lewiston (village, New York)
Pour la ville (town) du même nom, voir Lewiston (ville, New York). Pour les autres homonymes, voir Lewiston.
Lewiston est un village (village) du comté de Niagara dans l’État de New York aux États-Unis. Sa population s’élevait à 2 701 habitants au recensement de 2010.
Le village est nommé d’après Morgan Lewis, qui a été gouverneur de l’État de New York au début du XIXe siècle. Il fait partie de l’aire métropolitaine (en) comprenant les villes de Buffalo et Niagara Falls.